# Polski mundur pustynny

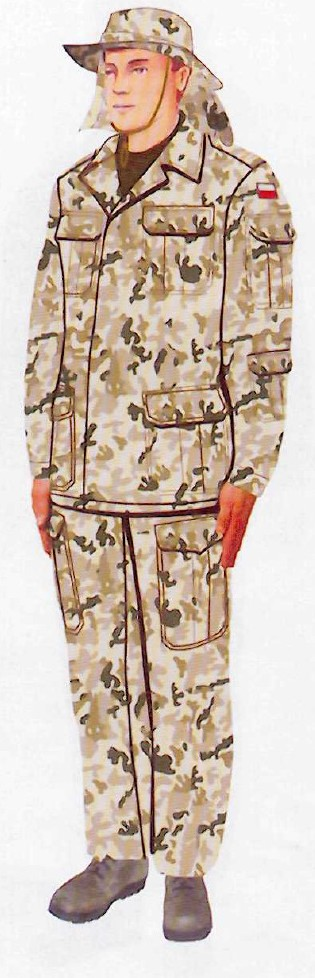
Mundur pustynny (stary wzór)

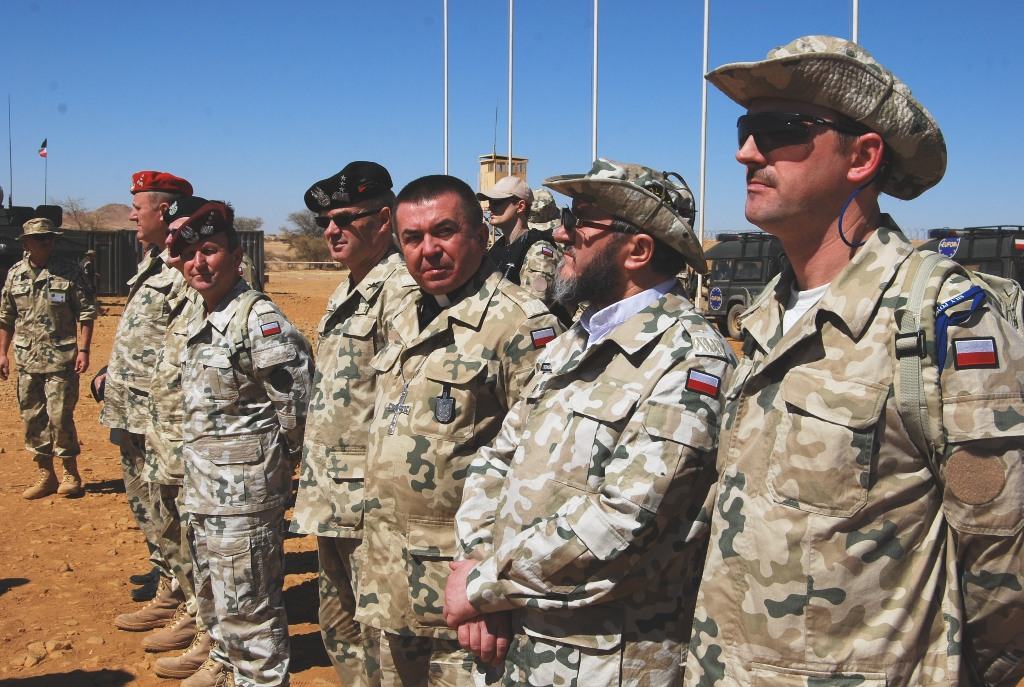
Polscy żołnierze w PKW Czad, rok 2008. Widoczna różnica pomiędzy odcieniem kamuflażu nowego (pierwszy od prawej) i starego wzoru (drugi od prawej)

Polski mundur pustynny – rodzaj munduru polowego przeznaczonego na tereny pustynne używany przez Wojsko Polskie podczas niektórych zagranicznych operacji wojskowych. Wykonany z tkaniny w kamuflażu pustynnym (pot. Pantera pustynna).

## Historia
Mundur pustynny pojawił się w Siłach Zbrojnych RP na początku XXI wieku. Potrzeba posiadania munduru dostosowanego do warunków panujących na terenach pustynnych pojawiła się w chwili pojawienia się możliwości zaangażowania polskich sił w wojnę na takich terenach. Mundury pustynne noszone były i są przede wszystkim przez żołnierzy PKW Irak, PKW Czad i PKW Afganistan.

## Mundur wz. 124/MON
Pierwszy wzór munduru pustynnego został oznaczony jako wz. 124/MON.
Komplet składał się z bluzy oraz spodni. Wykonany był z pojedynczej tkaniny cienkiej bawełnianej (początkowo w zwykłym splocie, potem w splocie rip-stop) z nadrukiem maskującym pantera pustynna. Krój munduru nawiązuje do standardowych mundurów polowych w kamuflażu pantera.
Bluza posiada siedem kieszeni: cztery umieszczono z przodu (dwie wyżej na klatce piersiowej, dwie niżej) oraz trzy na rękawach (dwie na lewym i jedna na prawym). Ponadto bluza starego typu posiadała z tyłu wszyty ściągacz, natomiast nowy typ już go nie ma.
Spodnie posiadały więcej różnic w stosunku do standardowego polskiego munduru polowego. Spodnie starego typu posiadają siedem kieszeni: dwie wpuszczane w biodrach, dwie naszyte na nogawkach z przodu, dwie z tyłu oraz kieszeń na nóż. Nogawki w przeciwieństwie do standardowego munduru nie zwężają się ku dołowi i są luźniejsze. Każdą nogawkę zakończono zszyciem w tunel, w którym umieszczono tasiemkę służącą do ściskania nogawki na bucie. Rozporek spodni zapinany jest na guziki, ponadto spodnie posiadają dopinane szelki. Spodnie nowego typu to klasyczne bojowki z dwiema kieszeniami cargo po jednej na nogawce.
Oznaczeniem wz. 124/MON oznaczano, także mundury o takim samym kroju lecz wykonane z tkaniny w standardowym kamuflażu pantera.

## Mundur wz. 124P/MON
W październiku 2003 roku w Cytadeli Warszawskiej zaprezentowano zmodyfikowany mundur pustynny przygotowany dla II zmiany PKW Irak. Nowe mundury pustynne wprowadzono w grudniu 2003 roku decyzją MON nr 371/MON.
W nowym mundurze wprowadzono wiele zmian. Nowe mundury wykonane są z tkaniny US-21 (skład: 83% bawełna, 17% poliester) w splocie rip-stop z nadrukowanym wzorem pantery pustynnej, nadrukowany kamuflaż jest ciemniejszy od  wersji wcześniejszej. Usunięto kontrafałdy z kieszeni oraz zmieniono sposób ich zapinania. Dotychczasowe guziki zastąpiono rzepami.
W bluzie usunięto ściągacz, co pozwoliło ją nosić bez pasa. Ponadto nad prawą górną kieszenią bluzy umieszczono rzep do przypięcia oznaki identyfikacyjnej z nazwiskiem. Podobny rzep umieszczono na kieszeni lewego rękawa – ten przeznaczony jest na oznakę rozpoznawczą. Zrezygnowano także z małej kieszeni na lewym przedramieniu. Dodano natomiast dwie płaskie kieszenie wewnętrzne zapinane na zamki błyskawiczne i dwie małe, wewnętrzne zapinane na rzepy (jedna na opatrunek osobisty, druga na telefon komórkowy).
W spodniach zmieniono diametralnie układ kieszeni. Zamiast pięciu kieszeni naszytych na nogawkach pojawiły się dwie – jednakże naszyte po bokach ud, jak np. w mundurach BDU. U dołu nogawek pojawiły się za to taśmy z gumy mające utrzymać nogawkę. Taśmy można w każdej chwili odpiąć – mocowane są na guziki.
Opracowano, także podobny wariant munduru w kamuflażu pantera (oznaczony jako 124Z/MON).

## Mundur pustynny 123UT/MON

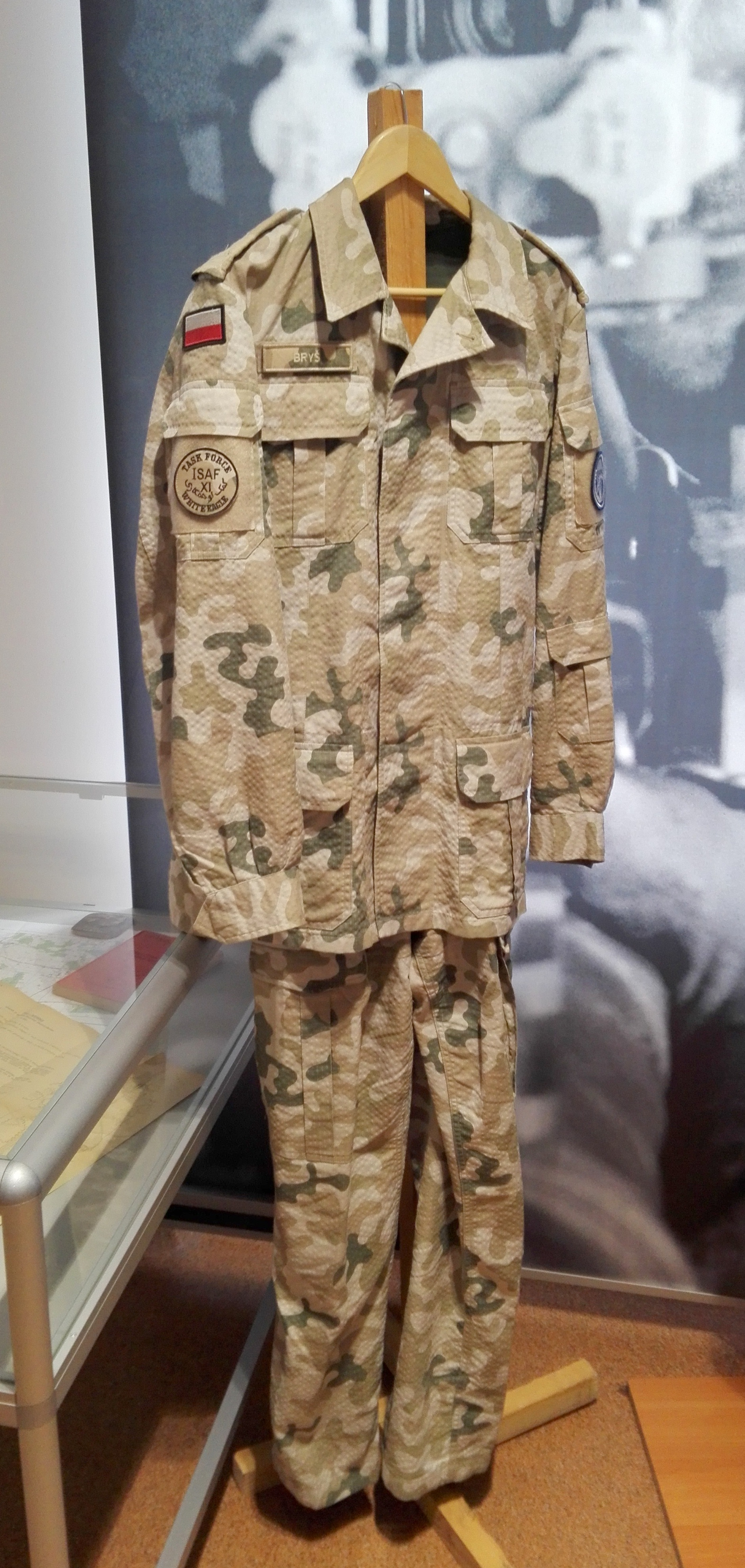
Mundur pustynny 123UT/MON

W roku 2012 wprowadzono nowe umundurowanie polowe wz. 2010, mające zastąpić dotychczasowe wz. 93. Opracowano, także nowy wariant munduru pustynnego oznaczony jako wz. 123UT/MON.
Bluza zapinana jest z przodu jednorzędowo na pięć średnich guzików typu mocowanych na taśmie, zapięciem krytym. Kołnierz został wykonany w formie stójki, zapinany z przodu na odcinki taśm samosczepnych. Tył jest trzyczęściowy z mieszkami wykonanymi w szwie łączącym boczki tyłu z tyłem. Wewnątrz mieszków jest wszyta siatka syntetyczna zwiększająca przepływ powietrza. Rękawy są dwuczęściowe i zostały wszyte do pogłębionej pachy. W rękawie tylnym pod pachą wszyty jest klin z siatki syntetycznej zwiększający przepływ powietrza. Dół rękawa jest prosty, w dole rękawa doszyty jest mankiet-patka służącą do regulacji obwodu dołu rękawa, zapinana taśmą samosczepną. Dół bluzy jest wydłużony w tyle od szwów bocznych i wykończony od wewnątrz odszyciem. Bluza wyposażona została w 6 kieszeni.
Spodnie zostały wykonano jako długie, lekko zwężane od linii kolan do dołu. Na przodach nogawek założone zostały fałdki skierowane ku przodowi. Rozporek zaś, jest zapinanymi na trzy guziki odzieżowe. Góra spodni na odcinku paska zapinana jest na jeden średni guzik mocowany na taśmie i dziurkę odzieżową. Poniżej linii kolan z tyłu spodni wykonano system regulacji obwodu nogawek, umożliwiający lepsze pozycjonowanie ochraniaczy kolan – tzw. „trymery”. Na imitacji paska rozmieszczone zostało siedem podtrzymywaczy paska, z tyłu naszyto ściągacze regulacji obwodu pasa wykonane z taśmy, zapinane na klamry tworzywowe. Dół nogawek wykończony został mankietem-patką służącą do regulacji obwodu dołu nogawki, zapinaną taśmą samosczepną. Wzmocnienia wykonano w tylnej części nogawek na odcinku szwu środkowego tyłu i przodu, wzmocnienia wykonano z tkaniny zasadniczej naszytej od strony zewnętrznej na tyle i wewnętrznej na przodzie. Spodnie wyposażono w jedenaście kieszeni.